# Apache Portals
Apache Portals ist ein Projekt der Apache Software Foundation.
Zurzeit enthält es folgende Unterprojekte:

## Jetspeed-1
Jetspeed ist ein Enterprise Information Portal das unter Verwendung von Java und XML programmiert wurde. Die einzelnen Seiten des Portals sind aus Portlets aufgebaut.

## Jetspeed-2
Dies ist die neueste Version von Jetspeed, es beinhaltet Pluto und unterstützt somit die Java-Portlet-Spezifikation.

## Pluto
Pluto ist eine Referenzimplementierung der Java-Portlet-Spezifikation.

## WSRP-4J
Unterstützt die Einbindung von entfernten Portalanwendungen über Web Services in Portlets. In den Portlets erfolgt lediglich die Darstellung, wohingegen die Anwendung selbst auf einem anderen Server abläuft.